# Communauté de communes Le Bon Pays
La communauté de communes Le Bon Pays est une ancienne communauté de communes française, située dans le département de la Nièvre et la région Bourgogne-Franche-Comté.

## Composition
Elle était composée des communes suivantes :
1. Balleray
2. Nolay
3. Ourouër
4. Poiseux

## Historique
Elle est dissoute au 31 décembre 2016 pour fusionner avec deux autres communautés de communes et former la communauté de communes Amognes Cœur du Nivernais ; la commune de Poiseux rejoint pour sa part la communauté de communes Les Bertranges.

## Administration

### Présidence
2008- en cours: Jean-Luc Conception     maire de Balleray
-2008: Alain Desboudard PRG maire d'Ourouër

## Sources
- Le SPLAF (Site sur la Population et les Limites Administratives de la France)
- La base ASPIC